# Partid politic
Partidul politic reprezintă o grupare de oameni constituită pe baza liberului consimțământ, ce acționează programatic, conștient și organizat pentru a servi intereselor unor clase, grupuri sociale, comunități umane, pentru dobândirea și menținerea puterii politice, în vederea organizării și conducerii societății, conform cu idealurile proclamate în platforma program.
O definiție minimală, enunțată de politologul Giovanni Sartori, ar fi că partidele sunt o grupare politică, ce îi reprezintă pe alegători la alegeri electorale.
Un partid politic este o organizație care încearcă sa obțină putere politică în cadrul unui guvern, de obicei prin participare în campanii electorale. Unele partide nu încearcă să câștige putere prin alegeri deoarece nu au dreptul sau nu doresc să participe în sistemul electoral, și uneori utilizează alte metode, chiar și terorismul. Multe partide sunt centrate în jurul unei ideologii, însă pot și să facă parte dintr-o coaliție cu interese mixte. 
Într-un sistem parlamentar de guvernare, majoritatea partidelor politice au un lider ales care în cazul în care partidul său câștigă, devine șeful guvernului. Într-un sistem prezidențial, președintele poate fi ales ca reprezentant al partidului său și devine șef al statului și al guvernului, care este format în principal din membri ai partidului său; dar în unele țări, președintele este obligat să renunțe la legăturile sale cu orice partid politic când devine șeful statului. În unele situații electorale, se poate ajunge la formarea unui guvern de coaliție poate fi format, cu membri din partide diferite. Acest fenomen este întâlnit mai des în sisteme cu reprezentare proporțională decât într-un sistem de tipul first past the post.

## Caracteristici
Sociologul german Otto Stammer enumeră trei caracteristici necesare unei adunări de oameni pentru a putea fi numit partid politic:
1. Partidele politice sunt grupări de oameni cu diferite grade de organizare.
2. Persoanele care fac parte dintr-un partid politic au interese și opinii politice comune (sau apropiate).
3. Orice partid politic trebuie să-și dorească să ia parte la puterea statului, adică să obțină putere.[2]

## Formarea unui partid politic
Partidele politice, în mare, au trei moduri de formare:
1. Prin despărțirea de un partid deja existent.
2. Printr-o mișcare socială. În România, USR este un astfel de partid.[3]
3. Prin unirea a două partide deja existente. (Atenție! A nu fi confundată unirea cu coaliția, care nu unește identitățile celor două partide. Coaliția reprezintă doar o aliere temporară în scopul formării unui guvern.)[4]

## Clasificări
Politologul norvegian Kaare Strøm definește trei țeluri pe care un partid le poate avea:
1. vote-seeking Partidul își dorește cât mai multe procente la alegeri, o masă cât mai mare de susținători, care să și voteze.
2. office-seeking Partidul își dorește cât mai multe mandate și poziții în guvern.
3. policy-seeking Partidul își dorește să-și poată îndeplini programul.

Plecând de la țelurile stabilite de K. Strøm, politologul Paul Lucardie definește trei tipuri de partide din punct de vedere al țelului urmărit:
1. Partidul tip profet.
2. Partidul tip pragmatic.
3. Partidul tip păzitor al ideologiei.[5]